# Her Grave Mistake
Her Grave Mistake é um filme mudo norte-americano de 1914, do gênero faroeste, estrelado por Lon Chaney. O filme é agora considerado perdido.

## Elenco
- Murdock MacQuarrie - Roger Grant
- Agnes Vernon - Isabel Norris
- Seymour Hastings - pai da Isabel
- Lon Chaney - Nunez